# Megachile meesi
Megachile meesi är en biart som beskrevs av Pasteels 1966. Megachile meesi ingår i släktet tapetserarbin, och familjen buksamlarbin. Inga underarter finns listade i Catalogue of Life.